# 徳大寺実孝
徳大寺 実孝（とくだいじ さねたか）は、鎌倉時代後期の公卿。官位は正二位・権中納言。

## 経歴
永仁2年（1294年）に叙爵。以降累進して、延慶2年（1309年）に従三位となり、公卿に列する。応長元年（1311年）に権中納言を拝命。文保元年（1317年）には正二位へと進む。
死没時期は、異説もある。
建武2年（1335年）7月の中先代の乱の幇助により、後醍醐天皇の勘気を受けて、徳大寺家の荘園粟井荘に配流された。粟井荘に居住（粟井中御所垣内）すること11年間、旅の仮宿で貞和3年（1347年）3月8日57歳の生涯を終える（墓所は、粟井中にある）。

## 系譜
- 父：徳大寺公孝
- 母：二条良実の娘（内大臣三条公親の養女）
- 妻：西園寺公相の娘
- 家女房
  - 男子：徳大寺公清（1312-1360）
- 生母不明の子女
  - 男子：性弘
  - 女子：洞院実世室